# Гвінея на літніх Олімпійських іграх 2024
Гвінею на літніх Олімпійських іграх 2024 представляли двадять чотири спортсменів у п'ятьох видах спорту.